# Publikan
Publikan (latin publicanus) kallades en privatperson som arrenderade indrivningen av vissa statsinkomster, främst tullar och skatter, i Roms provinser under antikens Rom. De ersattes i största mån under Augustus med statligt kontrollerade prokuratorer.
Publikan har, på grund av förekomsten av termen i Nya testamentet, kommit att bli synonymt med begreppet syndare.

## Publikan som religiös symbol
Under Jesu tid sågs publikaner av judisk börd som syndare av den judiska allmänheten, eftersom de i strid med sitt folks intressen drev in skatt till den romerska överheten. I Lukasevangeliet berättas om publikanen Sackaios (Sackéus i tidigare översättning) som av sina medmänniskor betraktas som syndare men som Jesus under ett besök i staden Jeriko väljer att besöka och äta tillsammans med, Luk 19:1-9. Berättelsen har tolkats som en bild av Guds oändliga nåd, hans vilja att omvända alla syndare och att Gud kärlek till alla människor, oavsett omvärldens fördömanden.
Psalm 614 i Den svenska psalmboken, Sackéus var en publikan, skriven av Britt G. Hallqvist, handlar om hur Jesus träffar publikanen Sackaios.